# انواع موتورسیکلت

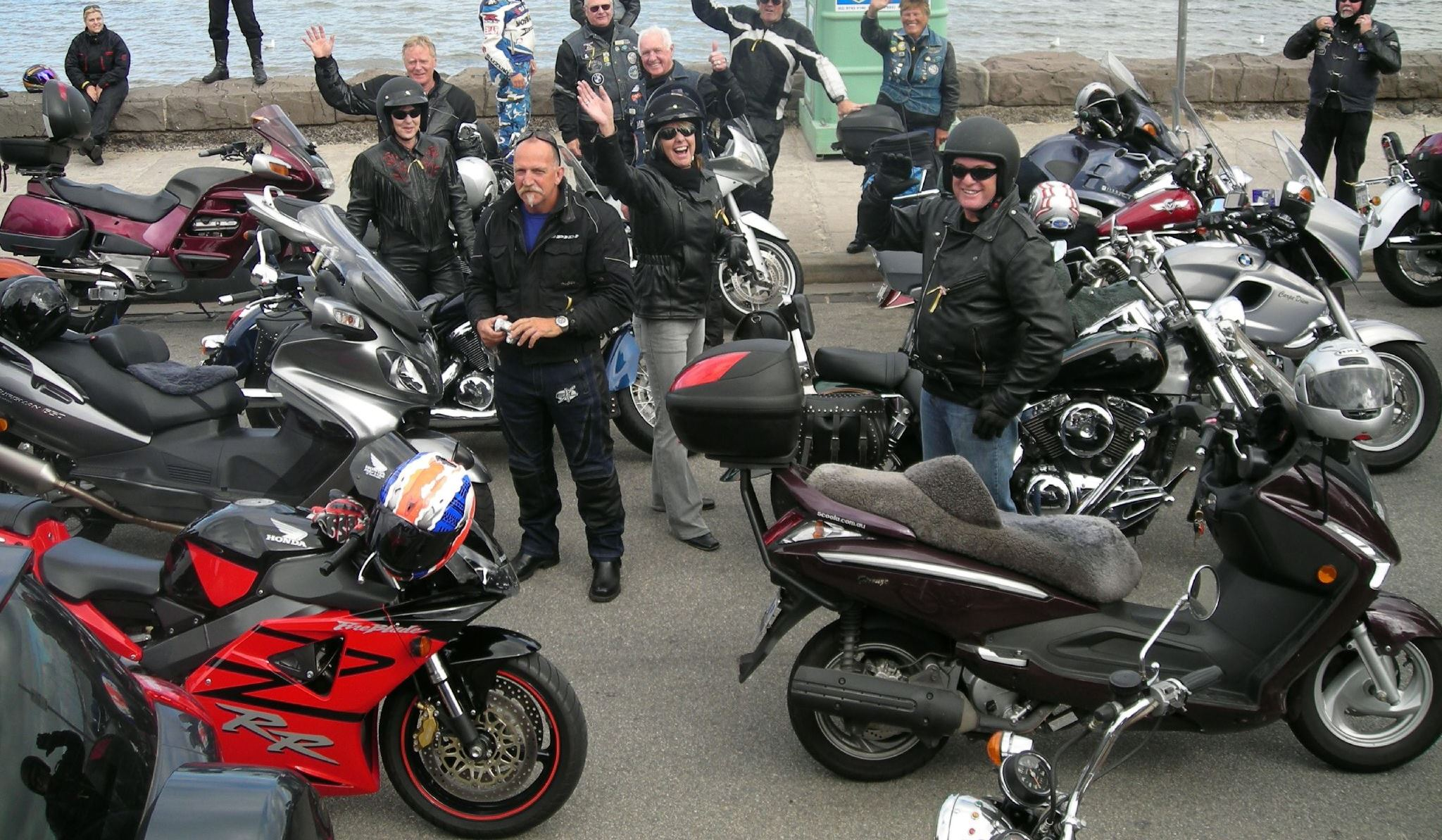
گروهی از موتورسیکلت‌های ورزشی، کروزرها، اسکوترها و موتورسیکلت‌های تورینگ

به‌طور کلی موتورسیکلت هارا می‌توان در شش نوع اصلی استاندارد، کروزر، تورینگ، اسپرت، آفرود و دو منظوره‌ها طبقه‌بندی کرد. موتورسیکلت‌های آفرود نیز خود به مدل‌های بسیاری دسته‌بندی می‌شود که ما در این مقاله از مدل‌های شناخته شده تر اسم خواهیم برد. تورهای ورزشی گاهی به عنوان یک دسته هفتم شناخته می‌شوند یا با دستهٔ تورینگ ادغام می‌شوند.
اگرچه نام‌ها و سیستم‌های زیادی برای طبقه‌بندی انواع موتورسیکلت‌ها بر اساس ویژگی‌ها و کاربرد آنها وجود دارد، اما به‌طور کلی شش دسته وجود دارد که توسط اکثر سازندگان و سازمان‌های موتورسیکلت شناخته شده‌است.
معمولاً بین شش نوع اصلی موتورسیکلت و سایر موتورسیکلت‌ها تمایزات جدی قائل می‌شوند. موتورسیکلت‌های اسکوتر، موتورسیکلت‌های کوچک یا موپد، تاشو، برقی و موتورسیکلت‌های سه چرخ به‌طور کلی از دسته‌بندی‌های اصلی حذف می‌شوند، اما سایر طرح‌های طبقه‌بندی ممکن است این موارد را به عنوان انواع موتورسیکلت‌ها شامل شود.
هیچ سیستم جهانی برای طبقه‌بندی انواع موتورسیکلت‌ها وجود ندارد. سیستم‌های طبقه‌بندی دقیقی وجود دارد که توسط نهادهای ورزش موتورسواری اعمال می‌شود، یا تعاریف قانونی موتورسیکلت که توسط برخی حوزه‌های قضایی قانونی برای ثبت موتورسیکلت ، انتشار گازهای گلخانه‌ای، قوانین ایمنی ترافیک جاده‌ای یا صدور گواهینامه موتورسیکلت ایجاد شده‌اند. همچنین طبقه‌بندی‌ها نام‌های مستعار غیررسمی توسط سازندگان، موتورسواران و رسانه‌های موتورسواری دارند.
موتورسیکلت‌های خیابانی موتورسیکلت‌هایی هستند که برای راندن در جاده‌های آسفالت طراحی شده‌اند. آنها دارای لاستیک‌های صاف با الگوهای آج دار و انجین‌هایی که به‌طور کلی از ۱۲۵ سی سی شروع می‌شوند. به‌طور معمول، موتورسیکلت‌های خیابانی می‌توانند تا ۱۶۰ کیلومتر بر ساعت سرعت داشته باشند (این مقاله ترجمه شده‌است و این سرعت ممکن است با قوانین موتورسیکلت در ایران مغایرت داشته باشد) و بسیاری از آنها می‌توانند به سرعت‌هایی بیش از ۲۰۰ کیلومتر بر ساعت نیز برسند. امروزه موتورسیکلت‌های خیابانی که با موتورهای الکتریکی کار می‌کنند نیز در بازار جهانی بسیار رایج شده‌اند و به دلیل استفاده نکردن از سوخت فسیلی مورد توجه دوستداران محیط زیست نیز قرار گرفته‌اند.

## ۱- موتورسیکلت‌های استاندارد(نیکد)

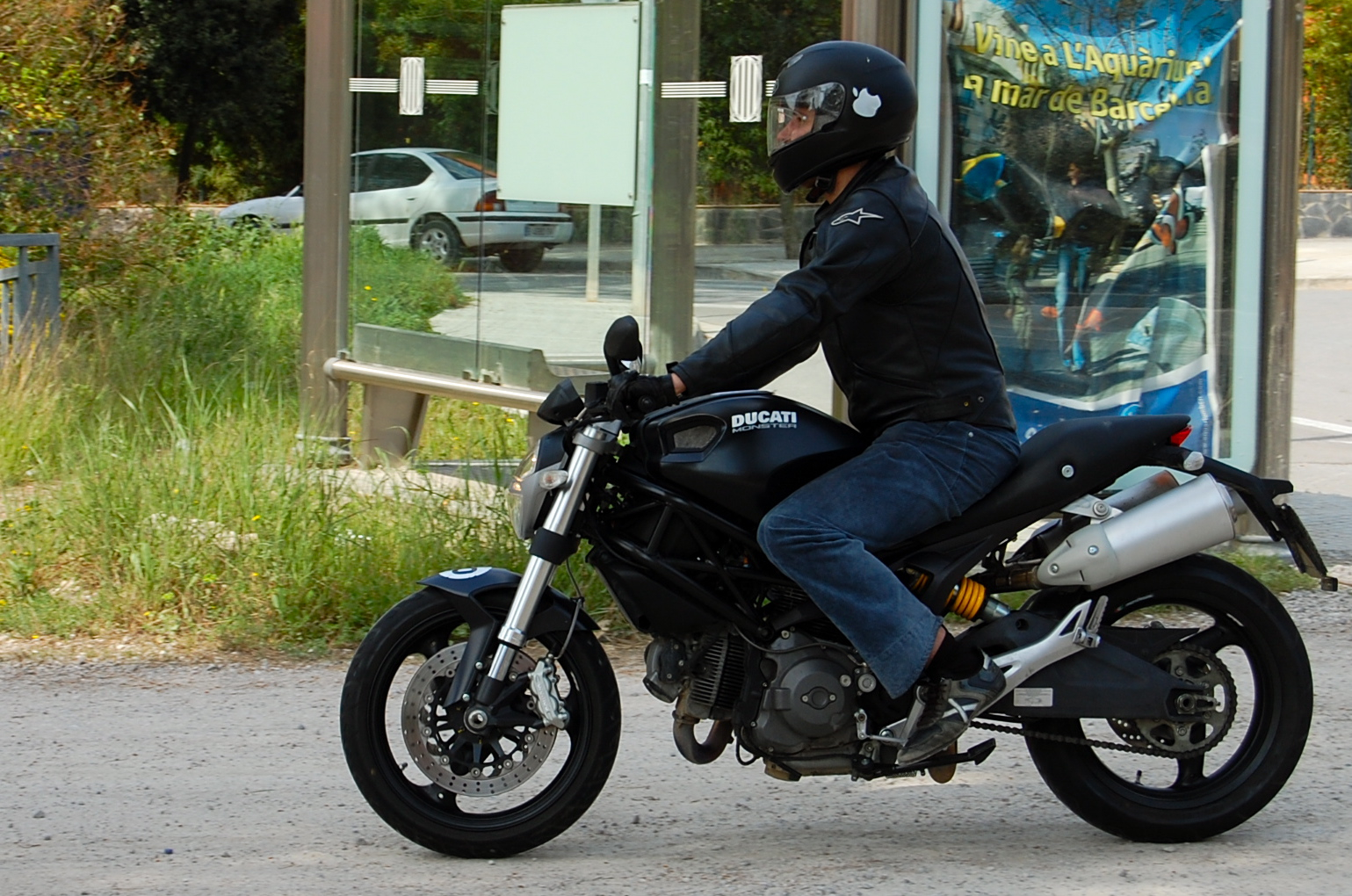
موتورسیکلت Ducati Monster 696

موتورسیکلت‌های استاندارد (که به آن‌ها موتورسیکلت‌های برهنه(نیکد)، رودستر یا به سادگی همان استاندارد گفته می‌شود) موتورسیکلت‌هایی هستند که عمدتاً برای استفاده در خیابان‌ها برای رفت و آمد در نظر گرفته می‌شوند. آنها عمدتاً با موقعیت موتورسوار عمودی خود (در مقایسه با وضعیت موتورسوار درازکش روی موتورسیکلت و خم شدن به جلو در موتورسیکلت‌های اسپرت) و بیشتر گشتاور قابل استفاده در دور موتور پایین‌تر برای رفت و آمد و مصرف سوخت بهینه مشخص می‌شوند.
استانداردها معمولاً مجهز به فیرینگ یا شیشه جلو از طرف سازنده نیستند، از این رو نام موتورسیکلت‌های برهنه (Naked bike) را به خود اختصاص داده‌اند. استاندارد اغلب مترادف کلمه موتورسیکلت برهنه است، اصطلاحی که در ابتدا برای اشاره به موتورسیکلت‌های مسابقات جاده ای در دهه ۱۹۵۰ استفاده می‌شد. پدال‌های پا در زیر موتورسوار قرار دارند و فرمون به اندازه‌ای بلند هستند که سوارکار را مجبور به جلو بردن بیش از حد نکند و شانه‌ها را بالای پایین‌تنه در موقعیتی طبیعی قرار دهند. موتورسیکلت‌های استاندارد به دلیل انعطاف‌پذیری، هزینه‌های پایین‌تر، خروجی موتور متوسط و وضعیت نشستن صاف، به ویژه برای موتورسواران مبتدی مناسب هستند.

## ۲- موتورسیکلت‌های کروزر

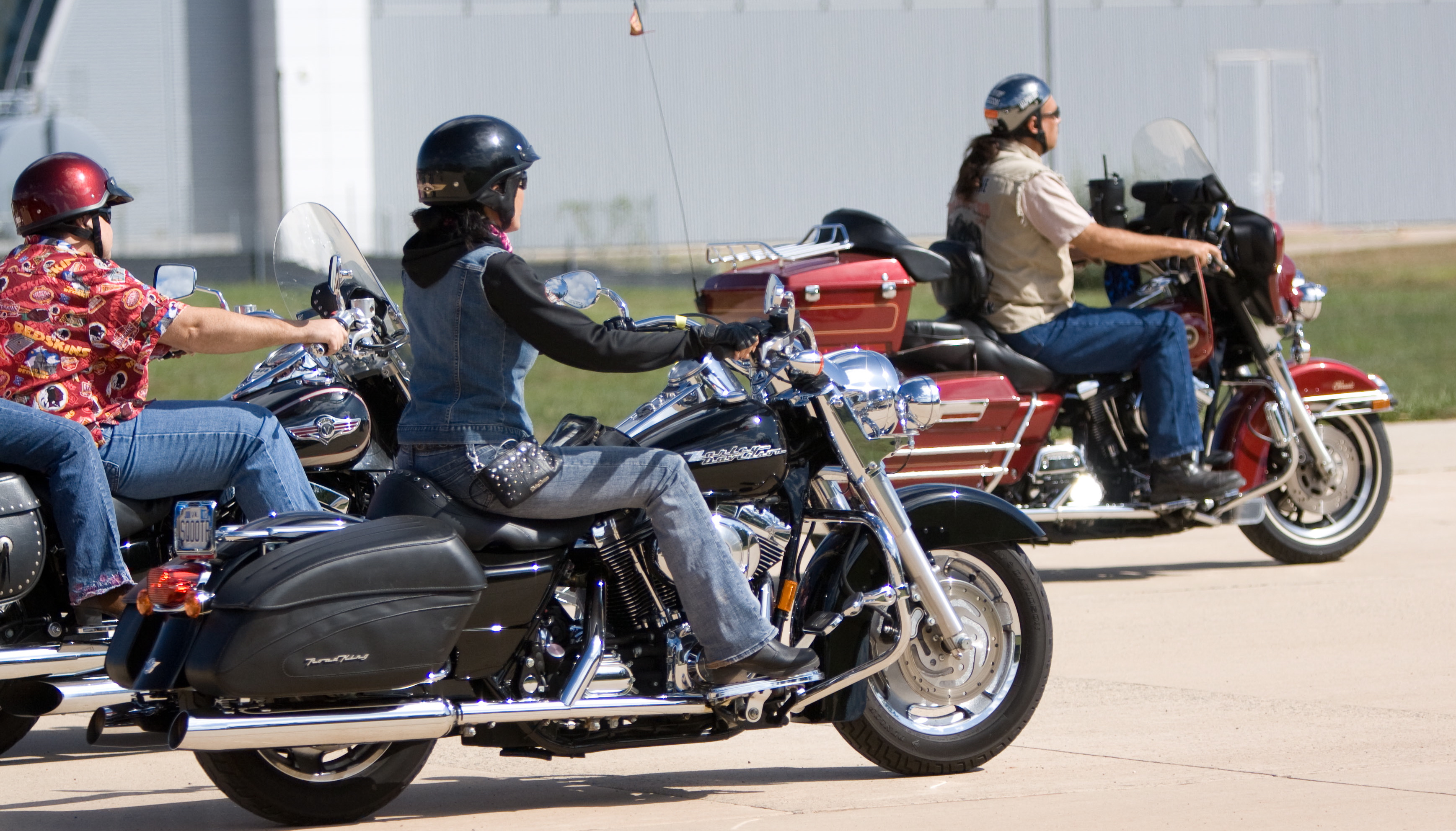
کروزرهای هارلی دیویدسون و موتورسیکلت تورینگ (قرمز)

موتورسیکلت‌های کروزر تقریباً بعد از موتورسیکلت‌های طراحی شده به سبک موتورسیکلت‌های آمریکایی که از دهه ۱۹۳۰ تا اوایل دهه ۱۹۶۰رایج بودند (مانند موتورسیکلت‌های هارلی دیویدسون، هندی، و اکسلسیور-هندرسون) طراحی شده‌اند. هارلی دیویدسون تا حد زیادی مشخصات رده کروزرها را تعریف می‌کند، آن‌ها اکثراً انجین‌هایی با حجم زیاد دارند، اگرچه موتورسیکلت‌های دیگری با حجم موتورهای کمتر و متوسط نیز وجود دارد. موتورهای آن‌ها برای گشتاور پایین تنظیم شده‌اند، که باعث می‌شود برای موتورسواری کمتر نیاز به تعویض دنده داشته باشند.

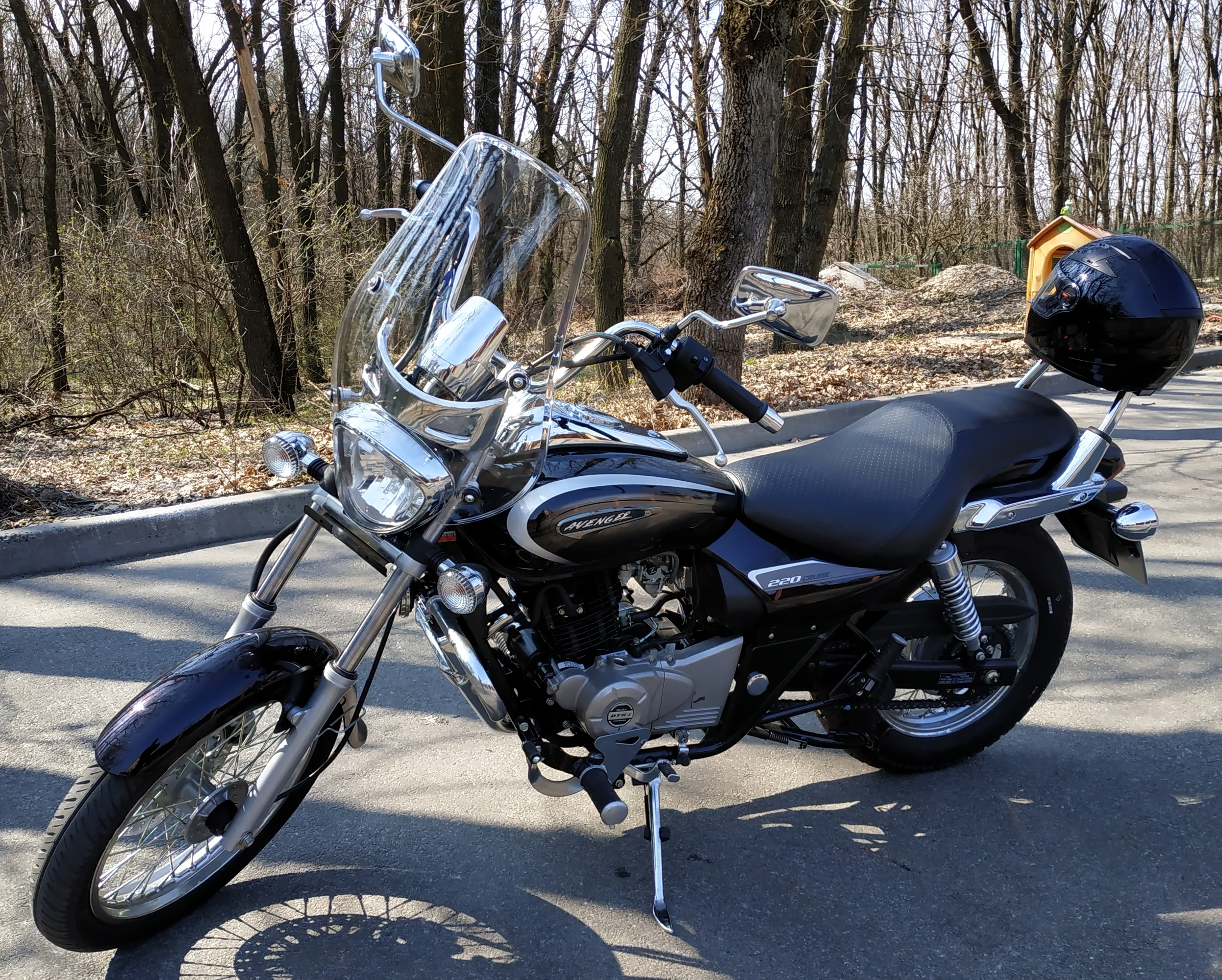
کروزر باجاج اونجر ۲۲۰

حالت موتورسواری در این موتورسیکلت‌ها به گونه است که پاها را به سمت جلو و دست‌ها را نسبتاً بالا قرار می‌دهد، طوری که ستون فقرات به حالت ایستاده یا کمی به عقب متمایل می‌شود. در سرعت‌های کم تا متوسط، کروزرها نسبت به سبک‌های دیگر راحت‌تر هستند، اما سواری طولانی‌مدت در سرعت‌های آزادراه می‌تواند منجر به خستگی ناشی از عقب کشیدن فرمان برای مقاومت در برابر نیروی باد وارد شده به سینه موتورسوار شود. کروزرها به دلیل کمبود فاصله از زمین، توانایی پیچیدن محدودی دارند.

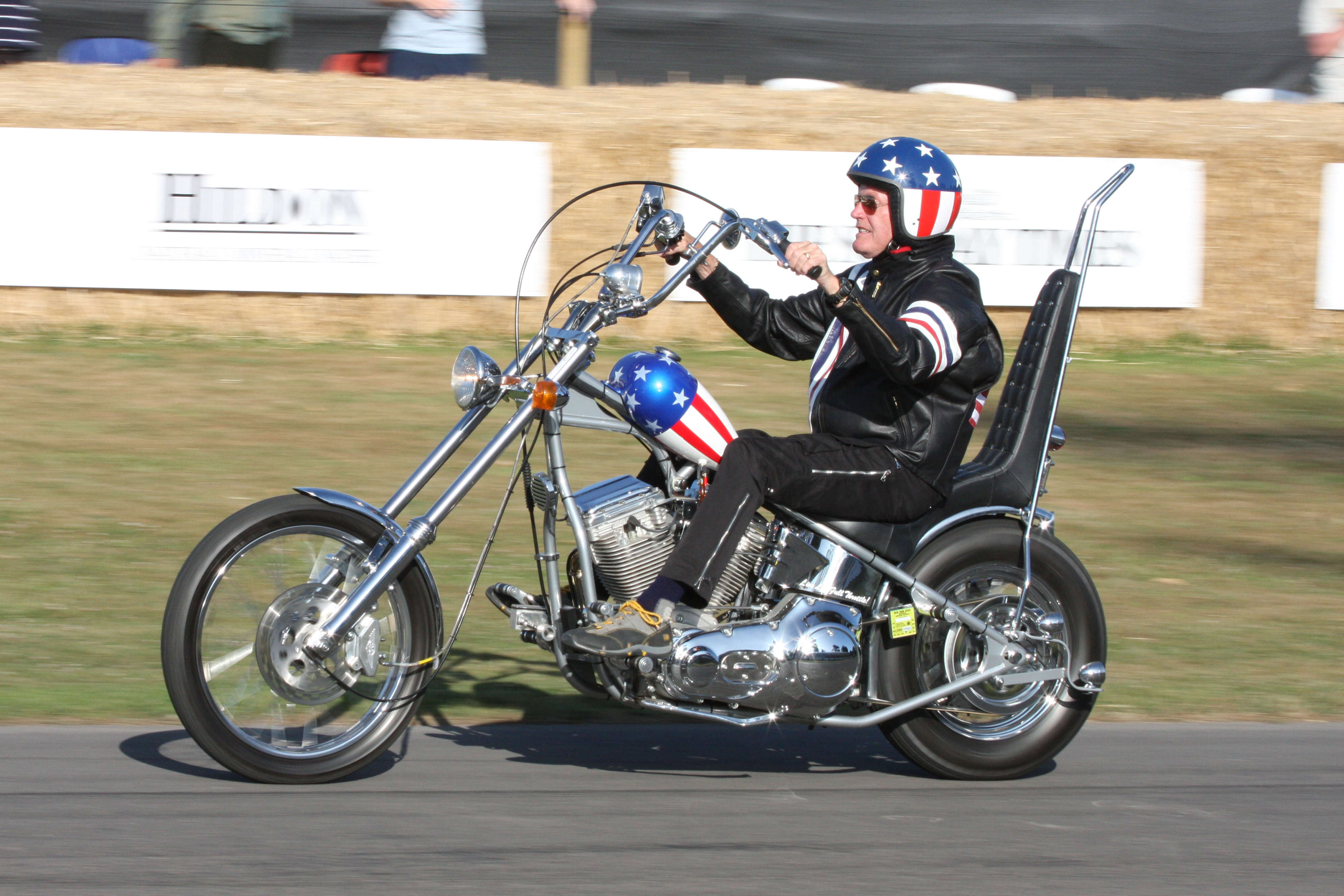
پیتر فوندا سوار بر ماکت چاپد «کاپیتان آمریکا» استفاده شده در فیلم Easy Rider است

چاپد (معنی لغتی chopped: قطع شده، جدا شده) نوعی از کروزر هاست که به دلیل جدا شدن و به وجود آمدن از خانوادهٔ کروزرها به آن قطع شده یا چاپد می‌گویند. آنها یک نسخه «جدا شده» یا بریده شده از یک کروزر هستند. چاپدها معمولاً موتورسیکلت‌هایی سفارشی هستند که برای مطابقت با ایده‌آل‌های مالک تغییر داده می‌شوند و به همین دلیل موتورسیکلت‌های خاص و ویژه ای هستند. به‌طور کلی چاپدها کمک جلوهای بیرون زده و بلند، مخزن بنزین‌های کوچک و فرمان‌های بالا دارند. چاپد در فیلم پیتر فوندا Easy Rider بیشتر محبوبیت پیداکرد. چاپدها که عمدتاً برای جلوه‌های بصری طراحی شده‌اند از کارآمدترین موتورسیکلت‌های سواری نیستند.

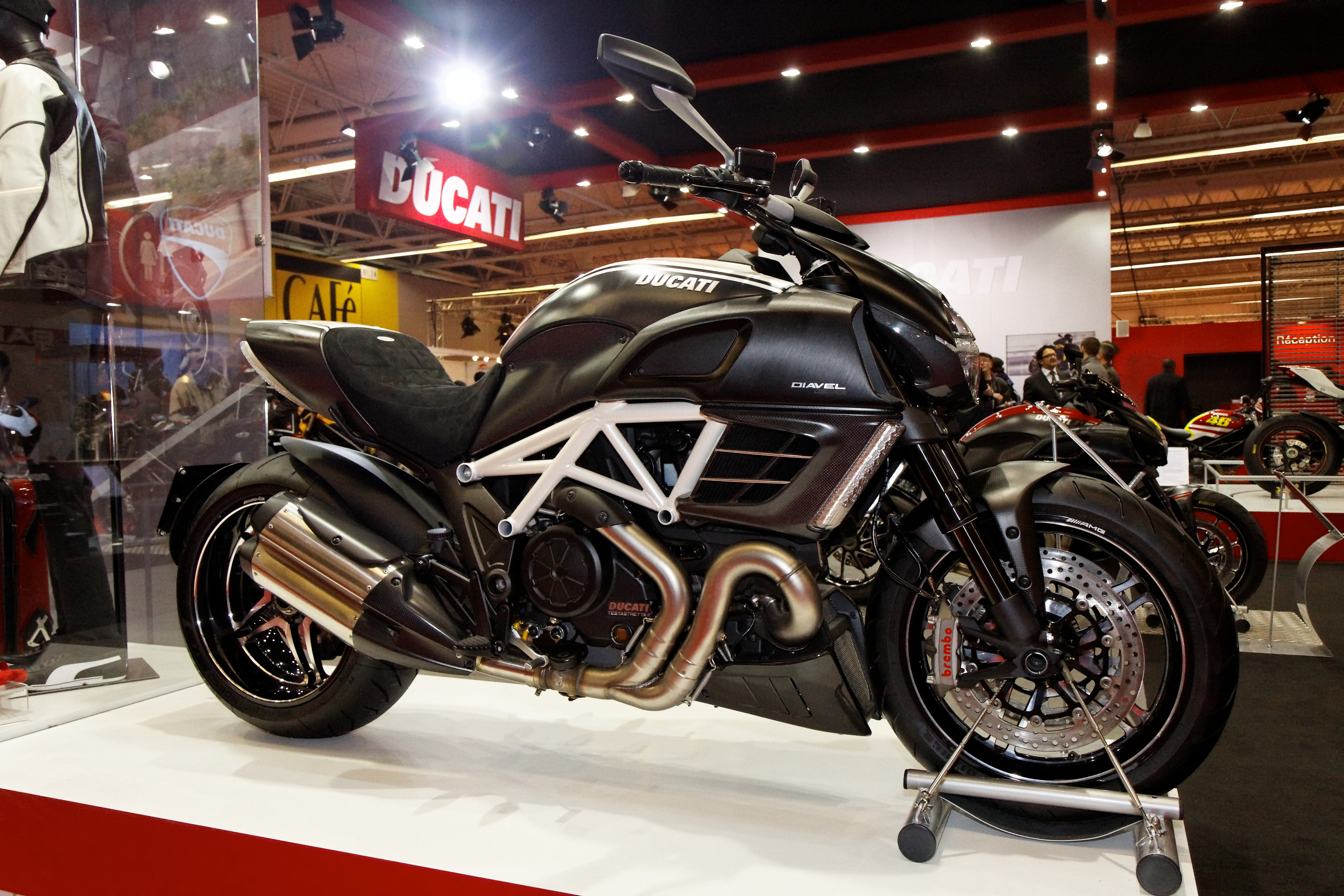
یک پاور کروزر دوکاتی دیاول

پاور کروزر نامی است که به کروزرهایی که دارای سطوح قدرت قابل توجهی بالاتر هستند داده می‌شود و برای تشخیص ساده‌تر موتورسیکلت‌ها در کلاس کروزر استفاده می‌شود. آنها اغلب با ترمزها و سیستم تعلیق ارتقا یافته، فاصله بهتر از سطح زمین و همچنین ظاهری عجیب و غریب یا غیر سنتی ارائه می‌شوند.

## ۳- موتورسیکلت‌های تورینگ

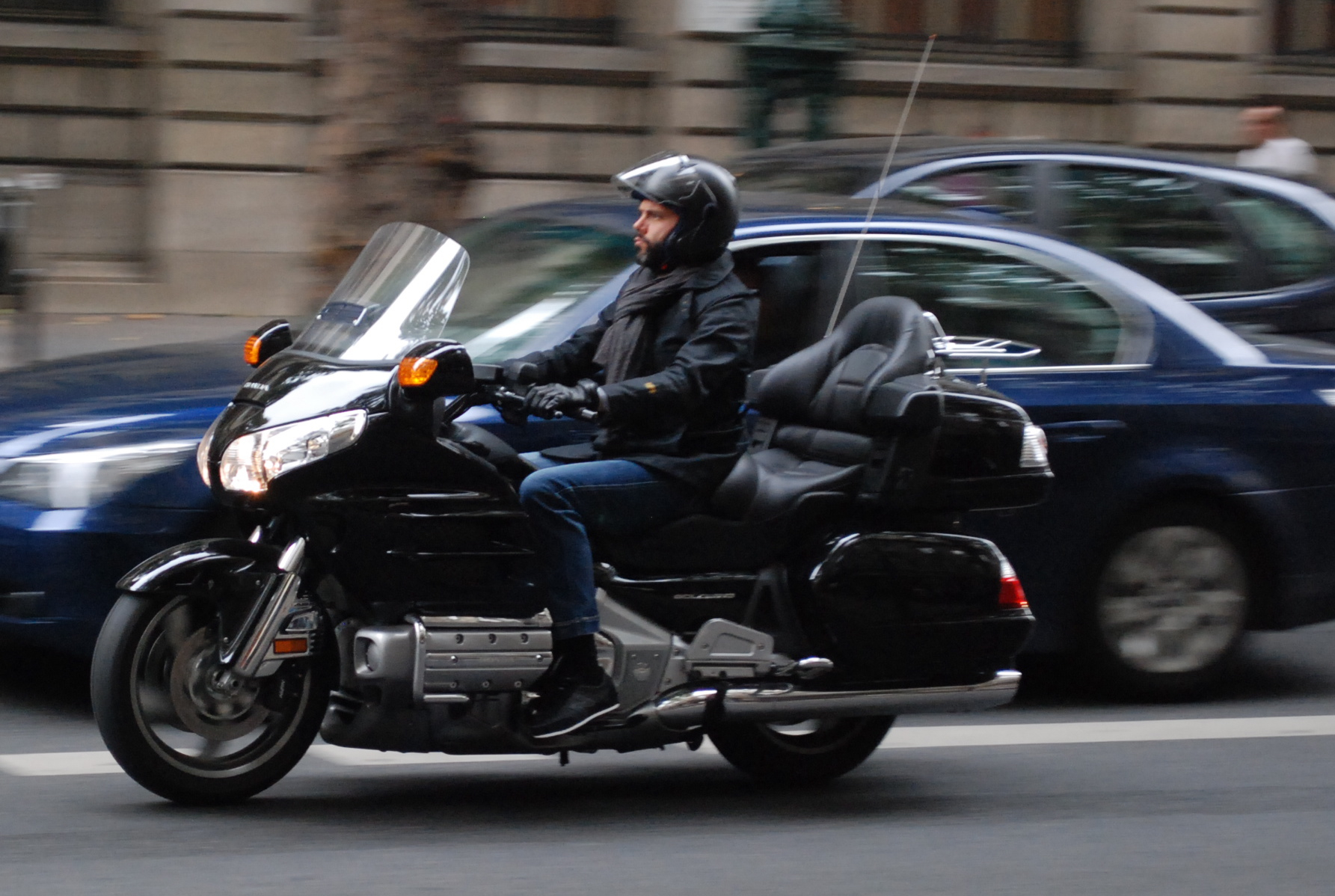
موتور سیکلت توریستی هوندا Gold Wing GL1800

اگرچه هر موتورسیکلتی را می‌توان برای گردش تجهیز کرد و از آن استفاده کرد، موتورسیکلت‌های تورینگ به‌طور خاص برای برتری در طی مسافت‌های طولانی طراحی شده‌اند. آنها دارای انجین‌هایی بزرگ، شیشه جلو و صفحه نمایش هستند که عملکرد خوبی در برابر آب و هوا و باد ارائه می‌دهند، مخازن سوخت با ظرفیت بالا برای فواصل طولانی بین سوخت‌گیری و وضعیت نشستن راحت و عمودی دارند. محل نشستن همراه در عقب عالی است و داشتن فضای چمدان گسترده برای این سبک موتورسیکلت‌ها عادی است. چنین موتورسیکلت‌هایی می‌توانند در کمترین حالت حدود ۳۹۰–۴۱۰ کیلوگرم و در نهایت تا ۵۹۰–۶۴۰ کیلوگرم به‌طور کامل با احتساب وزن یک موتورسوار، یک همراه و باک پر شده و روغن داشته باشند.

## ۴- موتورسیکلت‌های اسپرت(ریس)

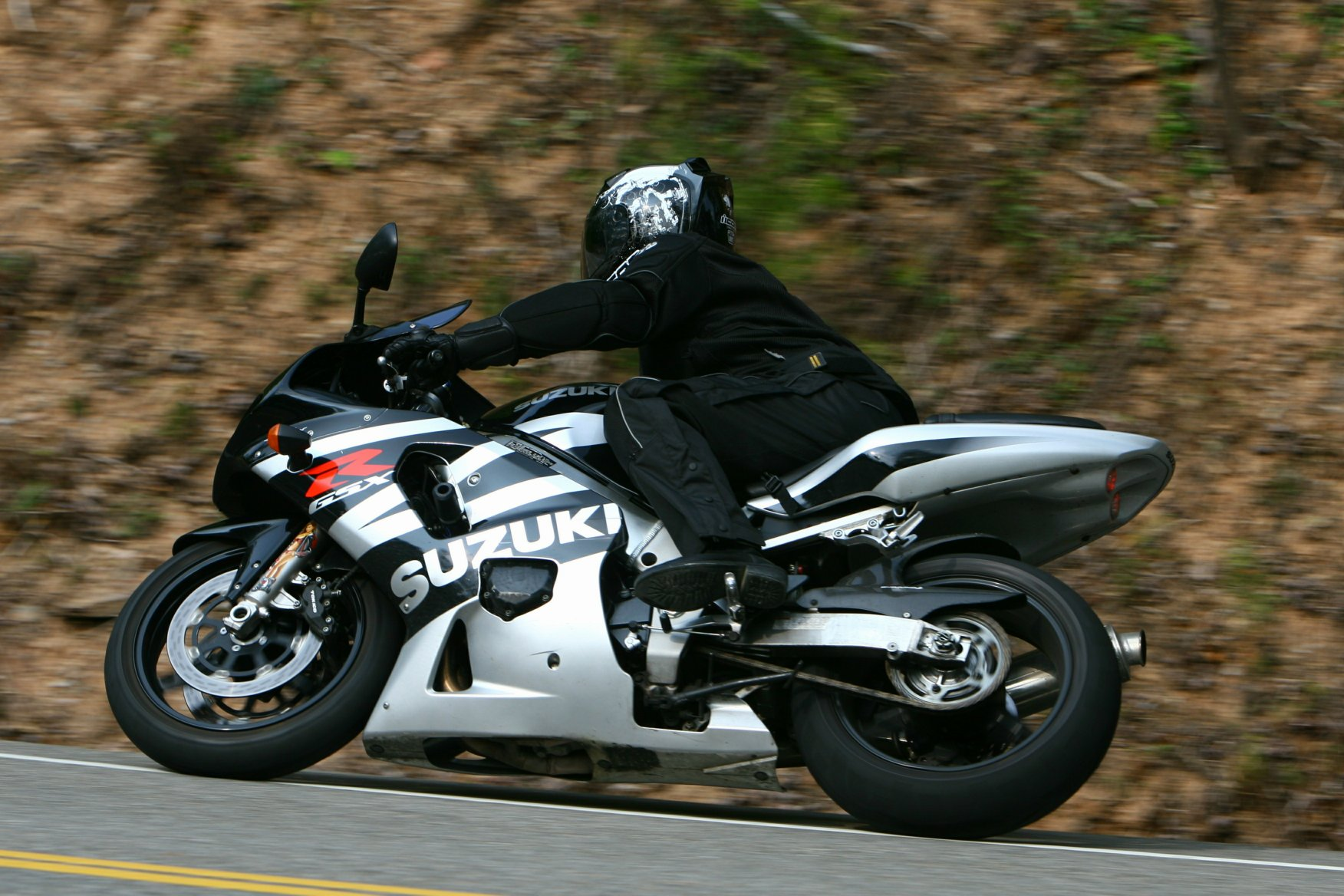
یک موتورسیکلت اسپرت سوزوکی GSX-R در Deals Gap

موتورسیکلت‌های اسپرت موتورسیکلت‌هایی جاده‌ای هستند که بر حداکثر سرعت، شتاب، ترمز، کنترل و چسبندگی تأکید دارند. موتورسیکلت‌های اسپرت دارای موتورهایی با عملکرد نسبتاً بالایی هستند که در یک قاب سبک‌وزن پشتیبانی می‌شوند. موتورهای چهار سیلندر خطی در دسته ای از موتورسیکلت‌های اسپرت وجود دارند و همین‌طور v-twin موازی در این دسته حضور چشمگیری دارد. سیستم‌های ترمز با کارایی بالا ممکن است از لنت ترمز ارتقا یافته، کالیپرهای چند پیستونی و دیسک‌های هواکش بزرگتر استفاده کنند. سیستم‌های تعلیق موتورسیکلت‌های ورزشی ممکن است پیچیده‌تر باشند، با تنظیمات بیشتر برای فشرده‌سازی و برگشت. موتورسیکلت‌های اسپرت دارای شیشه جلو هستند که موتور را کاملاً محصور می‌کند و به‌طور مؤثری هوا را در سرعت‌های بالا از راننده منحرف می‌کند و در نتیجه کشش کلی را به حداقل می‌رساند.
موتورسیکلت‌های اسپرت ممکن است دارای پایه‌هایی باشند که هم بالاتر و هم عقب‌تر از موتورسیکلت‌های استاندارد قرار گرفته‌اند، که فاصله از زمین را در هنگام پیچ‌ها بهبود می‌بخشد و موقعیت مستعدتری را برای موتورسوار فراهم می‌کند. ممکن است از محل نشستن تا فرمون فاصله طولانی به نظر برسد که بدن و مرکز ثقل را به سمت جلو، بالای مخزن سوخت قرار بدهد. موتورسوار به سمت باد به جلو خم می‌شود، نیرویی که اگر با رفتن به سمت جلو و به اصطلاح خوابیدن روی موتورسیکلت مهار نشود ممکن است در سرعت‌های بالا ایجاد فشار بسیاری کند. با این حال، در سرعت‌های پایین‌تر، یک موتورسوار ممکن است وزن بیش از حد را روی بازوها و مچ‌ها تجربه کند که باعث خستگی می‌شود.
استریت فایترها از موتورسیکلت‌های ورزشی مشتق شده‌اند، در اصل موتورسیکلت‌های ورزشی سفارشی‌شده با شیشه جلوهای برداشته شده و فرمان بالاتر که جایگزین فرمان پایین‌تر شده هستند. از دهه ۱۹۹۰، استریت فایترها در کمپانی‌های موتور سازی تولید شدند. می‌توان گفت استریت فایتر حاصل ترکیب موتورسیکلت‌های ورزشی و موتورسیکلت‌های استاندارد است.

## ۵- موتورسیکلت‌های آفرود

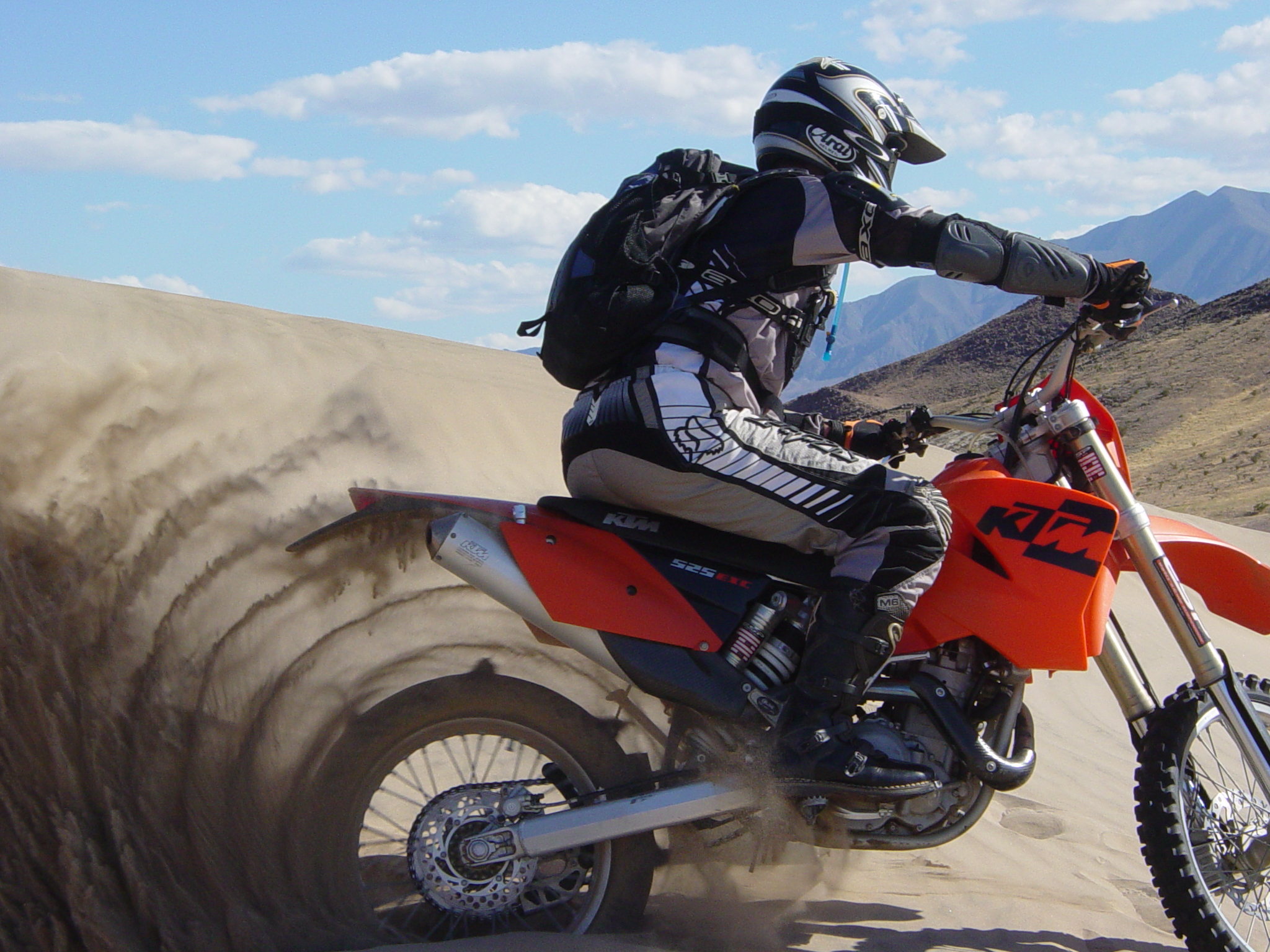
یک موتورسیکلت آفرود KTM

موتورسیکلت‌های آفرود که به عنوان موتورسیکلت‌های خارج از جاده یا اسکرامبلر نیز شناخته می‌شوند، مخصوص استفاده در خارج از جاده طراحی شده‌اند. اصطلاح آفرود به سطوح رانندگی گفته می‌شود که به‌طور معمول آسفالت نیستند. اینها سطوح ناهمواری هستند که اغلب به‌طور طبیعی ایجاد می‌شوند، مانند ماسه، شن، رودخانه، گل یا برف. این نوع زمین‌ها گاهی فقط با وسایل نقلیه‌ای که برای رانندگی آفرود طراحی شده‌اند (مانند خودروهای شاسی بلند، ATV، ماشین‌های برفی و دوچرخه‌های کوهستانی) قابل طی شدن هستند یا وسایل نقلیه‌ای که به طوری طراحی شده‌اند که شرایط راندن در خارج از جاده را بهتر مدیریت کنند. در مقایسه با موتورسیکلت‌های جاده‌ای، موتورسیکلت‌های آفرود سبک‌تر و انعطاف‌پذیرتر هستند، معمولاً دارای سیستم تعلیق طولانی و فاصله زیاد از سطح زمین هستند و برای ارائه گشتاور بیشتر در موقعیت‌های خارج از جاده به‌منظور ارائه گشتاور بیشتر در مقایسه با موتورسیکلت‌های جاده‌ای طراحی شده‌اند. چرخ‌ها معمولاً بزرگ‌تر از موتورسیکلت‌های داخل جاده هستند و دارای لاستیک‌های آج دار هستند.
در طی سالها مسابقات بسیار زیادی در شاخهٔ موتورسواری آفرود ایجاد شده‌است و به انواع ورزش‌های موتورسواری آفرود تبدیل شده‌است که تعدادی موتورسیکلت تخصصی نیز برای آن ساخته شده‌است:

## موتورسیکلت‌های آفرود: موتورکراس
موتورسیکلت‌هایی طراحی شده برای راندن در پیست‌های خاکی دارای پرش و سرعتی نسبتاً بالا هستند. این موتورسیکلت‌ها دارای یک مخزن سوخت کوچک برای کمک به سبک بودن هستند. سیستم تعلیق طولانی مدت به موتورسواران اجازه می‌دهد تا با سرعت بالا پرش بزنند. موتورسیکلت‌های آفرود موتورکراس انجین‌هایی تک سیلندر دو زمانه یا چهار زمانه هستند که اندازه آنها از ۵۰ سی سی تا حدود ۵۰۰ سی سی متغیر است. تفاوت در قدرت، حجم موتورسیکلت، گشتاور و وزن متغیرهایی هستند که رقابت بین موتورهای دو زمانه و چهار زمانه را متعادل می‌کند.

## موتورسیکلت‌های آفرود: موتورسیکلت تریال

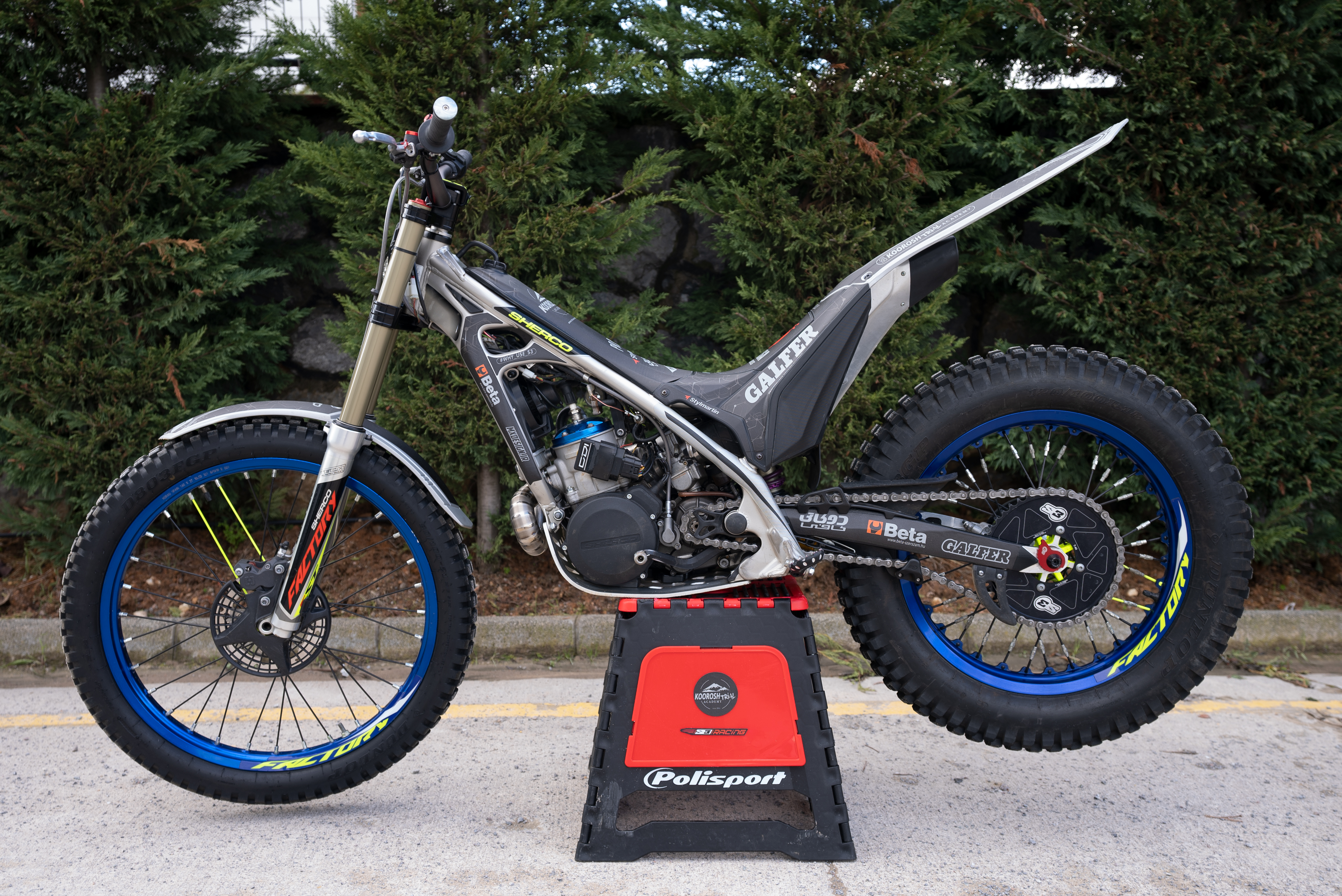
Trial motorcycle

موتورسواری تریال شکلی تخصصی از مسابقات خارج از جاده است که مهارت‌ها و دقت را به جای سرعت آزمایش می‌کند. برای موتورسیکلت‌های تریال، وزن کم و قدرت پاسخ دریچه گاز واضح در اولویت هست، بنابراین موتورسیکلت‌ها معمولاً کوچکتر و سبک‌تر اما از طرفی چابک‌تر هستند. موتورسیکلت‌های تریال غالباً از ۱۲۵سی سی تا ۳۰۰ سی سی تولید می‌شوند و بیشتر آنها دو زمانه هستند. در طول تریال سواری، موتورسوار روی جاپایی‌ها می‌ایستد، زیرا در موتورهای تریال زین و جای نشستن وجود ندارد چرا که این موتورها برای گذر از موانعی طراحی شده‌اند که گذر از آنها برای هر موتورسیکلت دیگری امکان‌پذیر نیست و وجود یک صندلی بالا می‌تواند قدرت مانور بدن یک موتورسوار در هنگام عبور از موانع صعب العبور را بگیرد. مخازن سوخت بسیار کوچک هستند و برد محدودی دارند اگرچه موتورسیکلت‌های پر مصرفی هم نیستند. به دلیل ارتفاع کم از زمین، وزن سبک و همین‌طور تعمیر آسان‌تر این موتورسیکلت‌ها برای شروع یادگیری موتورسواری آفرود بسیار مفید هستند و قدرت کنترل کامل روی موتورسیکلت را به موتورسوار آموزش می‌دهد.

## موتورسیکلت‌های آفرود: موتورسواری اندرو
یک موتورسیکلت شبیه به موتور کراس با جزئیاتی شبیه به موتورسیکلت تریال است و دارای علائم قانونی جاده ای مثل بوق، چراغ، خاموش کن و پلاک است. موتورسواران اندرو در یک دوره طولانی‌تر (که ممکن است شامل جاده‌ها باشد) رقابت می‌کنند. و یک مسابقهٔ موتورسواری اندرو ممکن است بین یک روز تا شش روز طول بکشد (مانند مسابقات بین‌المللی شش روزه اندرو). برخی از مسابقات اندرو (معروف به سوپراندرو) در پیست‌هایی نسبتاً کوتاه‌تر برگزار می‌شوند.

## موتورسیکلت‌های آفرود: رالی
نوع خاصی از موتورسیکلت‌های اندرو با مخزن سوخت بسیار بزرگتر برای مسابقات در مسافت‌های بسیار طولانی‌تر، معمولاً در بیابان‌ها (مثلاً رالی پاریس-داکار). ظرفیت انجین معمولاً بیشتر است، معمولاً بین ۴۵۰سی سی و ۷۵۰سی سی هست.
موتورسیکلت‌های دو منظوره (دوال اسپرت)
موتورسیکلت‌های دوگانه یا دو منظوره موتورسیکلت‌هایی هستند که برای سواری در جاده و تفریح در خارج از جاده طراحی شده‌اند. موتورسیکلت‌های دوال اسپرت ممکن است شبیه به موتورسیکلت‌های اندرو باشند، اما از آنجایی که موتورسیکلت‌های دوال اسپرت برای رقابت و مسابقه دادن در نظر گرفته نشده‌اند، ممکن است تکنولوژی کمتری داشته باشد و مجهز به لاستیک‌های دو منظوره و تجهیزات قانونی بیشتر جاده‌ای مانند نشانگرها، آینه و ابزار اضافی باشد. بیشتر موتورسیکلت‌های دوال اسپرت برای سوار شدن در جاده‌های ایالتی و شهرستانی به شماره پلاک نیاز دارند.

## موتورسیکلت‌های آفرود: اسپیدوی
مسابقاتی در مسیرهای بیضی شکل با استفاده از موتورسیکلت‌هایی با سرعت بالا، معمولاً بدون ترمز و سیستم تعلیق عقب هستند. موتورسیکلت‌ها که با متانول سوخت می‌شوند، تک‌زمانه‌های بلند مدت هستند، مانند JAP و Jawa. حداکثر دو دنده دارند و در این ورزش موتورسواران بدون داشتن ترمز این موتورسیکلت هارا مهار می‌کنند.

## موتورسیکلت‌های آفرود: موتورسیکلت‌های برفی
موتورسیکلت برفی یک موتورسیکلت معمولی خاکی است که چرخ عقب را با یک سیستم آج شبیه به ماشین برفی و چرخ جلو را با یک اسکی بزرگ جایگزین کرده‌اند. آنها بسیار کوچکتر و زیرک‌تر از ماشین برفی هستند و دایرهٔ چرخش تنگ تری است که به موتورسواران اجازه می‌دهد تا جایی که بسیاری از ماشین‌های برفی نمی‌توانند برود و دور بزند. نمونه اولیه موتورسیکلت‌ها با آج عقب به دهه ۱۹۲۰ بر می‌گردد، با تلاش‌های ناموفق برای عرضه آنها به بازار تا زمان‌های اخیر. بسیاری از موتورسیکلت‌هایی که پس از دهه ۱۹۹۰ یا بعد از آن ساخته شده‌اند، می‌توانند با کیتی مجهز شوند که آنها را به یک موتورسیکلت برفی تبدیل کند.

## ۶- موتورسیکلت‌های دو منظوره

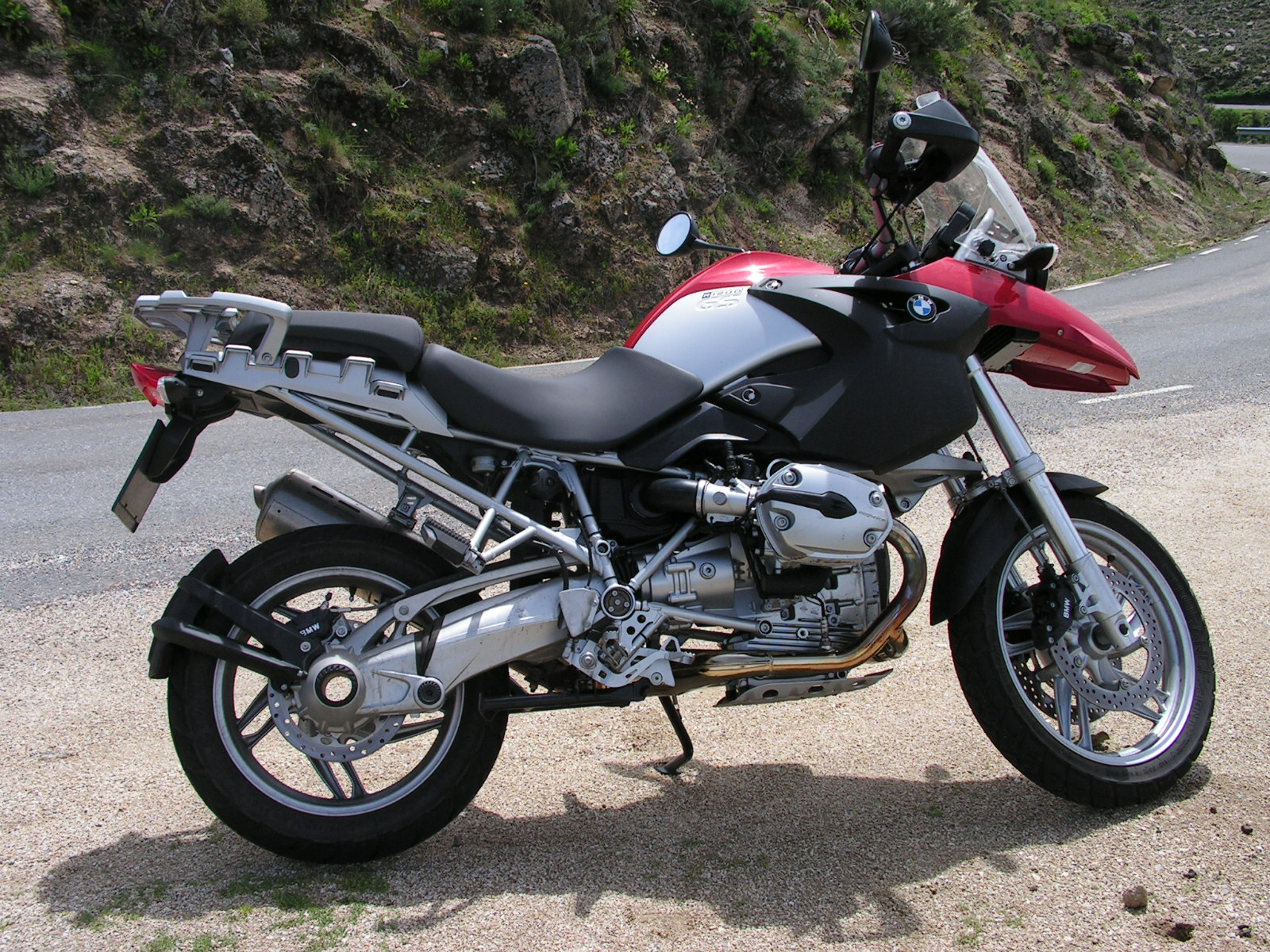
موتورسیکلت دو منظوره BMW R1200GS

موتورسیکلت‌های دو منظوره، که گاهی به آن‌ها موتورسیکلت‌های دوگانه اسپرت، موتورسیکلت‌های جاده/آفرود یا موتورسیکلت‌های ماجراجویی (ادونچر) نیز گفته می‌شود، موتورسیکلت‌هایی قانونی برای خیابان هستند که برای ورود به مسیرهای خارج از جاده نیز طراحی شده‌اند. به‌طور معمول آنها چراغ‌ها، آینه‌ها، گیرنده‌ها و ابزارهایی را اضافه کرده‌اند که به آنها اجازه می‌دهد برای جاده‌های عمومی مجوز بگیرند. آنها بالاتر از سایر دوچرخه‌های خیابانی هستند، با مرکز ثقل بالا و ارتفاع صندلی بلند، که امکان حرکت سیستم تعلیق خوبی را برای زمین‌های ناهموار فراهم می‌کند.

## موتورسیکلت‌های دو منظوره: سوپرموتو
موتورسواران ورزش سوپرموتو برای رقابت در مسیرهای سه‌گانه ای آماده شدند که به‌طور متناوب در سه سطح آسفالت (جادهٔ معمولی)، خاکی (شبیه به موتورکراس) و کمی مانع دار (شبیه به موتورسواری تریال) تغییر می‌کند. این نوع موتورسیکلت که به‌طور فزاینده ای محبوب شده بود، اغلب همان دوال اسپرتی است که توسط سازنده با رینگ‌های کوچکتر و لاستیک‌های جاده ای شخصی‌سازی شده‌است. سوپرموتوها به دلیل ترکیبی از وزن سبک، دوام، هزینه نسبتاً کم و هندلینگ اسپرت به عنوان موتورسیکلت‌های خیابانی نیز محبوبیت دارند.

## موتورسیکلت‌های دو منظوره: اسپرت تورینگ

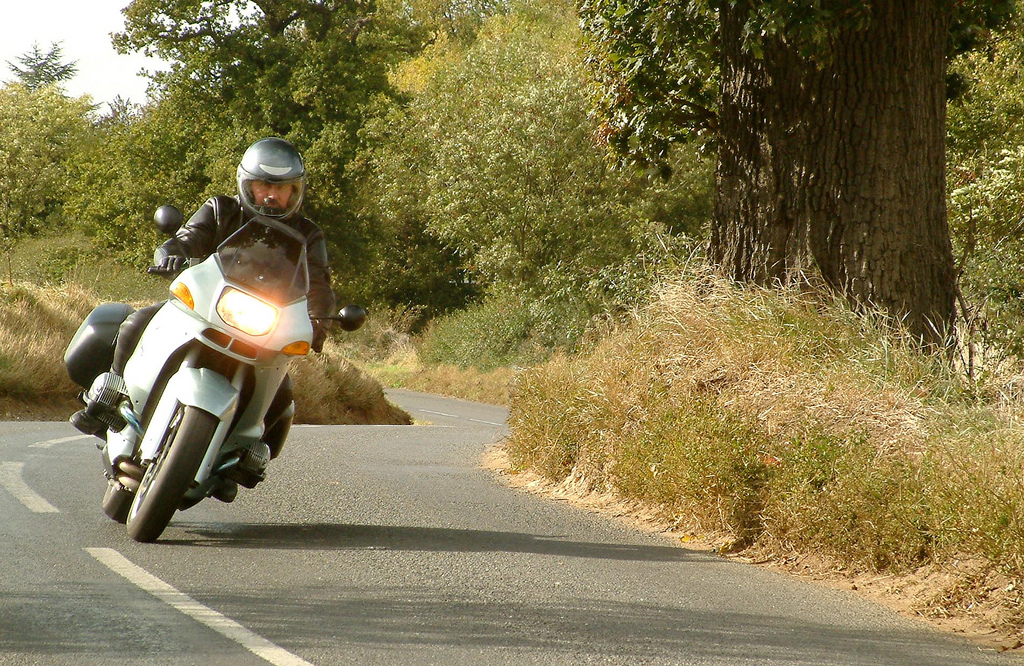
یک موتور سیکلت اسپرت تورینگ BMW R1100RS

موتورسیکلت‌های اسپرت تورینگ ویژگی‌های موتورسیکلت‌های اسپرت و موتورسیکلت‌های تورینگ را با هم دارند. وضعیت قرارگیری موتورسوار نسبت به موتورسیکلت‌های اسپرت کمتر افراطی است و راحتی بیشتری را برای مسافت‌های طولانی به ارمغان می‌آورد. محل نشستن همراه به همراه افزایش ظرفیت چمدان، نسبت به موتورسیکلت‌های اسپرت برتری دارد. سبک‌تر بودن۵۵۰–۷۲۰ پوند (۲۵۰–۳۳۰ کیلوگرم) با روغن و بنزین، نسبت به یک موتورسیکلت تورینگ نیز در این موتورسیکلت‌ها مزیت محسوب می‌شود. تمایز بین تورینگ اسپرت و تورینگ همیشه مشخص نیست زیرا برخی از تولیدکنندگان موتورسیکلت‌های مشابه را در هر دو دسته در بازارهای مختلف فهرست می‌کنند. برای مثال هوندا ST1300 Pan-European توسط هوندا به عنوان یک موتورسیکلت تورینگ اسپرت در ایالات متحده و استرالیا، اما به عنوان یک موتو سیکلت تورینگ در اروپا در لیست قرار گرفته‌است.

## ۷- اسکوترها

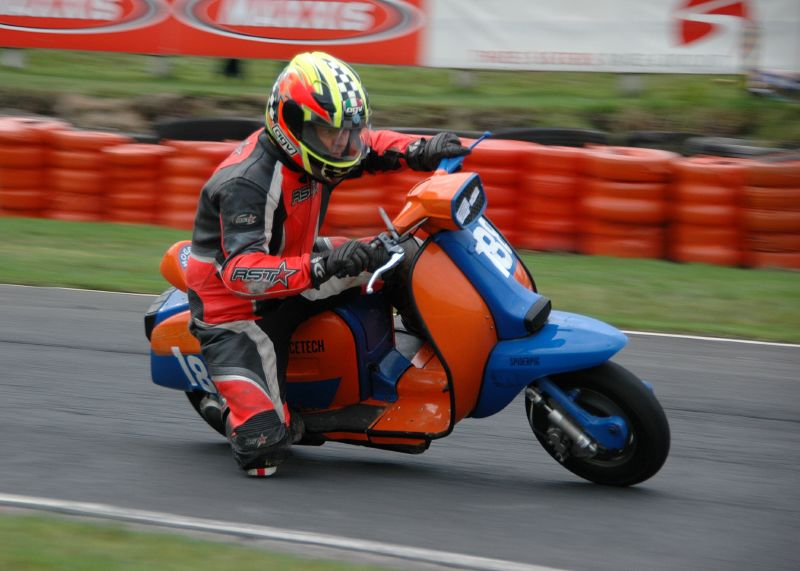
مسابقه جاده ای اسکوتر لامبرتا

اسکوترهای موتوری در بسیاری از موارد به عنوان وسیله نقلیه جداگانه برای موتور سیکلت طبقه‌بندی می‌شوند، با توجه به تفاوت‌های زیاد و تکامل متفاوت آنها. عموماً اندازه اسکوتر کوچکتر از موتورسیکلت‌ها است، و دارای بدنه ای کاملاً محصور هستند که آنها را تمیزتر و بی صداتر از موتورسیکلت‌های دیگر می‌کند و همچنین فضای ذخیره‌سازی داخلی بیشتری دارند. اسکوترهای مدرن دارای کلاچ‌های اتوماتیک و جعبه‌دنده متغیر پیوسته (CVT) هستند که یادگیری و سواری آن‌ها را آسان‌تر می‌کند. اسکوترها معمولاً چرخ‌های کوچک‌تری نسبت به موتورسیکلت‌ها دارند.

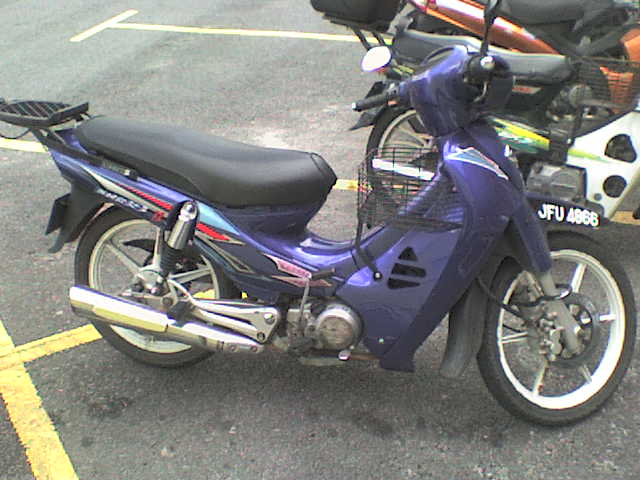
مودناس کریس ۱۲۰ سی سی

## ۸- موتورسیکلت‌های گازی (موتورسیکلت‌های کوچک)
موتورسیکلت در گذشته ترکیبی از دوچرخه و موتور بود به اینگونه که به یک دوچرخه انجین موتورسیکلت کوچک (معمولاً دو زمانه تا ۵۰سی سی) مجهز می‌کردند. موتورسیکلت گازی بازمانده از آن زمان هست، موتورسیکلتی که پدال هم دارد و پدال‌ها معمولاً همیشه بدون استفاده هستند.

## ۹- موتورسیکلت‌های محصور

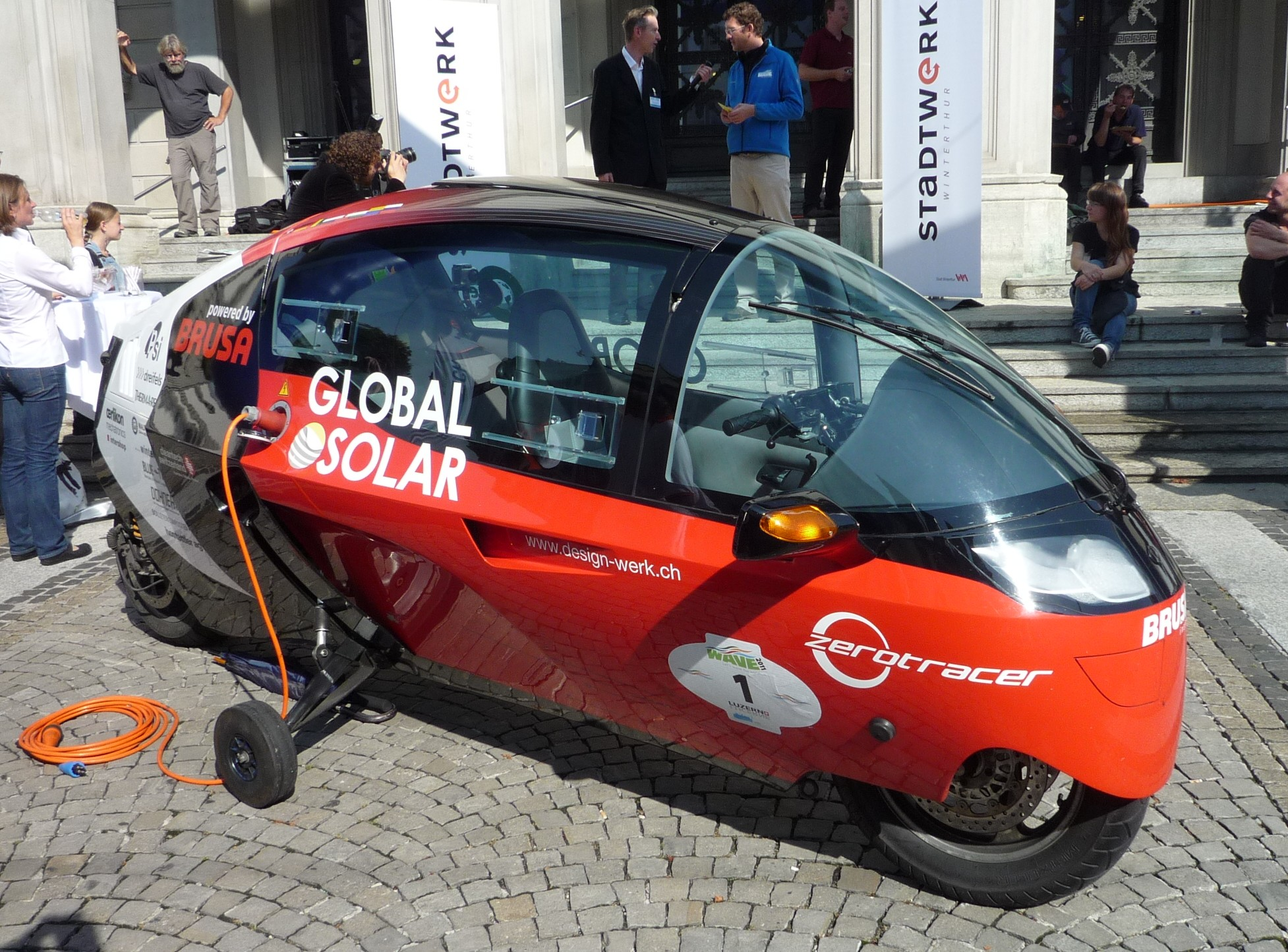
Zerotracer، برنده مسابقه Zero Emissions Race، یک موتورسیکلت کابین برقی است.

موتورسیکلت‌های بسته شامل موتورسیکلت‌های کابین و موتورسیکلت‌های استریم لاینر می‌باشد.
موتورسیکلت‌های فوت فوروارد شامل Wilkinson TMC ۱۹۱۱ و Ner-A-Car ۱۹۱۸ می‌باشد. نمونه‌های معاصر شامل Quasar با موتور Reliant Robin و سری Peraves با موتورهای سری K BMW است.

## یادداشت
1. 1 2  Kresnak, Bill (2008), Motorcycling for Dummies, Hoboken, New Jersey: For Dummies, Wiley Publishing, pp. 63–64, 66–70, 132–141, ISBN 978-0-470-24587-3
2. 1 2 3 4 5 6 7 8  Domino, Kevin (2009), The Perfect Motorcycle: How to Choose, Find and Buy the Perfect New Or Used Bike, 671 Press, pp. 47–58, ISBN 978-0-9821733-3-6
3. 1 2 3  Holmstrom, Darwin (2001), The Complete Idiot's Guide to Motorcycles (2nd ed.), Alpha Books, pp. 20–21, 33–41, 334–358, 407, ISBN 0-02-864258-9
4. 1 2  McCraw, Jim (July 2005), "About That Bike…", Popular Mechanics, Hearst Magazines, 182 (7): 68–70, ISSN 0032-4558, retrieved 2010-06-04
5. 1 2 3 4 5 6 7 8 9 10 11 12 13 14 15 16 17 18 19 20 21 22  Maher, Kevin; Greisler, Ben (1998), Chilton's Motorcycle Handbook, Haynes North America, pp. 2.2–2.18, ISBN 0-8019-9099-8
6. ↑  "Sports  [کذا] Tourers". Suzuki GSX1100F, Honda CBR1000F, Yamaha GTS1000. Motorcycle Sport, June 1995, pp.284-288. Accessed 28 May 2022
7. 1 2  Bennett, Jim (1995), The Complete Motorcycle Book: A Consumer's Guide, Facts on File, pp. 15–16, 19–25, ISBN 0-8160-2899-0
8. ↑  The MAIDS report, using the OECD Road Transport Research Programme methodology, uses the following nine classifications for motorcycles, mopeds, and scooters, providing one illustration of each:
9. ↑  Broughton, Paul; Walker, Linda (May 6, 2009), Motorcycling and Leisure; Understanding the Recreational PTW Rider, Ashgate Publishing, Ltd., p. 7, ISBN 978-0-7546-7501-3, retrieved September 14, 2013
10. ↑  TT '78 A Motor Cycle News special, EMAP publication, 1978. Hailwood's homecoming, pp.57-61. Accessed June 18 2018
11. ↑  Motorcyclist Illustrated, October 1974, p.13, Bomber, Norton Commando John Player Special road test by Dave Minton (pp.10-15). Accessed September 20 2021
12. 1 2 3 4 5 6 7  Stermer, Bill (2006), Streetbikes: Everything You Need to Know, Saint Paul, Minnesota: Motorbooks Workshop/MBI, pp. 8–17, ISBN 0-7603-2362-3
13. ↑  Ash, Kevin (1 May 2011), "Ducati Diavel UK road test", Ash on Bikes, retrieved 2011-05-01
14. ↑  2015 EICMA: Ducati reveals XDiavel power cruiser motorcycle
15. ↑  FIRST LOOK: 2016 DUCATI XDIAVEL FROM EICMA 2015 | MOTORCYCLIST
16. ↑  "Yamaha V Max - Motorcycle.com". Archived from the original on 2016-09-22. Retrieved 2015-12-11.
17. ↑  2009 Yamaha/Star Vmax Road Test | Rider Magazine | Rider Magazine
18. ↑  «2015 Ducati Diavel First Ride - Motorcycle USA». بایگانی‌شده از اصلی در ۵ دسامبر ۲۰۱۷. دریافت‌شده در ۸ ژوئن ۲۰۲۲.
19. ↑  COMPARISON TEST: Ducati Diavel Carbon vs. Honda Gold Wing Valkyrie vs. Star VMAX
20. ↑  Hough, David L. (2003), More Proficient Motorcycling: The Ultimate Guide to Riding Well (2nd ed.), USA: BowTie Press, p. 253, ISBN 1-931993-03-3, sportbike: a motorcycle designed for aggressive performance, especially cornering
21. ↑  "sport bike". فرهنگ انگلیسی آکسفورد. انتشارات دانشگاه آکسفورد. 2nd ed. 1989. ("…a powerful, lightweight motorcycle, designed for optimal speed and handling")
22. ↑  Wallis, Michael; Clark, Marian (2004), Hogs on 66: Best Feed and Hangouts for Road Trips on Route 66, Council Oak Books, ISBN 978-1-57178-140-6, Streetfighter -- Also known as a 'hooligan' cycle, this is a sports-bike stripped of all superfluous bodywork.
23. ↑  Doeden, Matt; Leonard, Joe (2007), Choppers, Lerner Publications, ISBN 978-0-8225-7288-6, streetfighter: a type of superbike customized for maximum speed and performance.
24. ↑  Inman, Gary (June 2008), "Freedom Fighter; Triumph's stripped-down sportbike came from the street", Cycle World: 36–7, ISSN 0011-4286
25. ↑  Fraser, Colin (May 12, 2000), "It may be naked and a street fighter, but don't call Buell a UJM", National Post, Don Mills, Ontario: F.4
26. ↑  Clymer, admin (May 10, 2017). "Street Bike vs Dirt Bike - What's the Difference?". Clymer Manuals. Archived from the original on 21 March 2022. Retrieved November 20, 2019.
27. ↑  Steinke, Gared (June 29, 2016). "MXA's Two-Stroke Tuesday: The AMA Displacement Rule". Motocross Action Magazine. Retrieved November 20, 2019.
28. ↑  What is MotoTrials, AMA/NATC USA National Championship MotoTrials Series, 2013, archived from the original on 27 February 2021, retrieved 8 June 2022
29. ↑  Rose, Brent (November 29, 2017). "What Are Snow Bikes and How Are They So Awesome?". Popular Mechanics. Retrieved December 2, 2019.
30. ↑  Michael A. Regan, Gavan Lintern, Robin Hutchinson, Christine Turetschek, "Use of Cognitive Work Analysis for exploration of safety management in the operation of motorcycles and scooters" Volume 74, 2015, pp. 279-289